# Acanthocephalus
Acanthocephalus es un género de plantas herbáceas perteneciente a la familia Asteraceae.

## Descripción
Es una planta herbácea anual con capítulos pequeños, con frutos globosos, piriformes. Las brácteas involucrales exteriores herbáceas, lanceoladas - lineales, las interiores firmemente connadas en cáscara dura convexa (con frutas), abierta en la parte superior, cubierta con una espina corta. Los frutos son aquenios comprimidos lateralmente, más o menos curvados, con pico corto en el ápice llevando vilano discreta en forma de corona de cinco dientes. 

## Distribución geográfica
Es un género endémica de Asia templada y tropical: Afganistán, Irán, Kazajistán, Kirguistán,  Tayikistán, Turkmenistán, Pakistán.

## Taxonomía
El género fue creado por Grigori Karelin & Ivan Petrovich Kirilov y publicado en Bull. Soc. Imp. Naturalistes Moscou, vol. 15, p. 127, en el año 1842. La especie tipo es Acanthocephalus amplexifolius Kar. & Kir.

## Especies aceptadas
- Acanthocephalus amplexifolius Kar. & Kir., 1842
- Acanthocephalus benthamianus  Regel, 1882